# Илун (уезд)
Илу́н (кит. упр. 仪陇, пиньинь Yílǒng) — уезд городского округа Наньчун провинции Сычуань (КНР). Название уезда происходит от горы Ишань (Илуншань).

## История
При империи Лян в 502 году были образованы уезды Илун (仪隆县) и Даинь (大寅县), а в 535 году — уезд Сюаньхань (宣汉县).
При империи Суй в 598 году уезд Сюаньхань был переименован в Фуюй (伏虞县).
При империи Тан в 763 году уезд Даинь был переименован в Ляньчи (莲池县), а в 766 году в названии уезда Илун иероглиф 隆 был заменён на 陇.
При империи Юань в 1283 году уезды Фуюй и Ляньчи были присоединены к уезду Илун.
При империи Цин в связи с тем, что в конце 1908 года на престол взошёл Пу И, в личное имя которого входил иероглиф 仪, он стал табуированым, и поэтому в названии уезда иероглиф 仪 был заменён на 宜. Старое написание названия уезда было восстановлено в 1912 году после Синьхайской революции.
В 1950 году был создан Специальный район Наньчун (南充专区), и уезд Илун перешёл в его подчинение. В 1970 году Специальный район Наньчун был переименован в Округ Наньчун (南充地区). В 1993 году постановлением Госсовета КНР округ Наньчун был преобразован в городской округ Наньчун.

## Административное деление
Уезд Илун делится на 29 посёлков и 28 волостей.